# Trolleybus de Prague
Les trolleybus de Prague ont été les premiers à être introduits en Tchécoslovaquie, en 1936.
Seuls quelques autres systèmes de trolleybus existaient auparavant sur le territoire tchèque. — à České Velenice (Gmünd) et à České Budějovice — utilisant le même système que l'Electromote, prédécesseur de tous les trolleybus.
Les trolleybus ont fonctionné à Prague pendant deux périodes distinctes. Le premier système de trolleybus a été ouvert en 1936 et a été fermé en 1972. Après exactement 45 ans, un nouveau système de trolleybus a été ouvert à Prague en 2017.

## Histoire

### Premier système
Le premier système a été ouvert le 28 septembre 1936 avec un 3,5 km longue ligne. Après la Seconde Guerre mondiale, le système se développa rapidement et des trolleybus apparurent dans le centre-ville ainsi que dans les banlieues et les grands ensembles de logements. Le réseau a atteint sa longueur maximale de 56 876  km en mars 1959. Cependant, même en 1959 la première et la plus ancienne ligne de trolleybus était déjà fermée. La plupart des tronçons en construction à cette époque n'étaient pas terminés et ceux en exploitation ont été lentement remplacés par des bus.
Depuis 1960, aucun nouveau trolleybus n'a été acheté, les véhicules ont commencé à devenir obsolètes. De nombreuses rues ont été reconstruites, le réseau électrique n'était pas assez alimenté en électricité et le carburant diesel était bon marché, ce qui a notamment motivé la décision de commencer à remplacer les trolleybus par des bus, ce qui a finalement conduit à la fermeture définitive du 16 octobre 1972,.

#### Matériel roulant

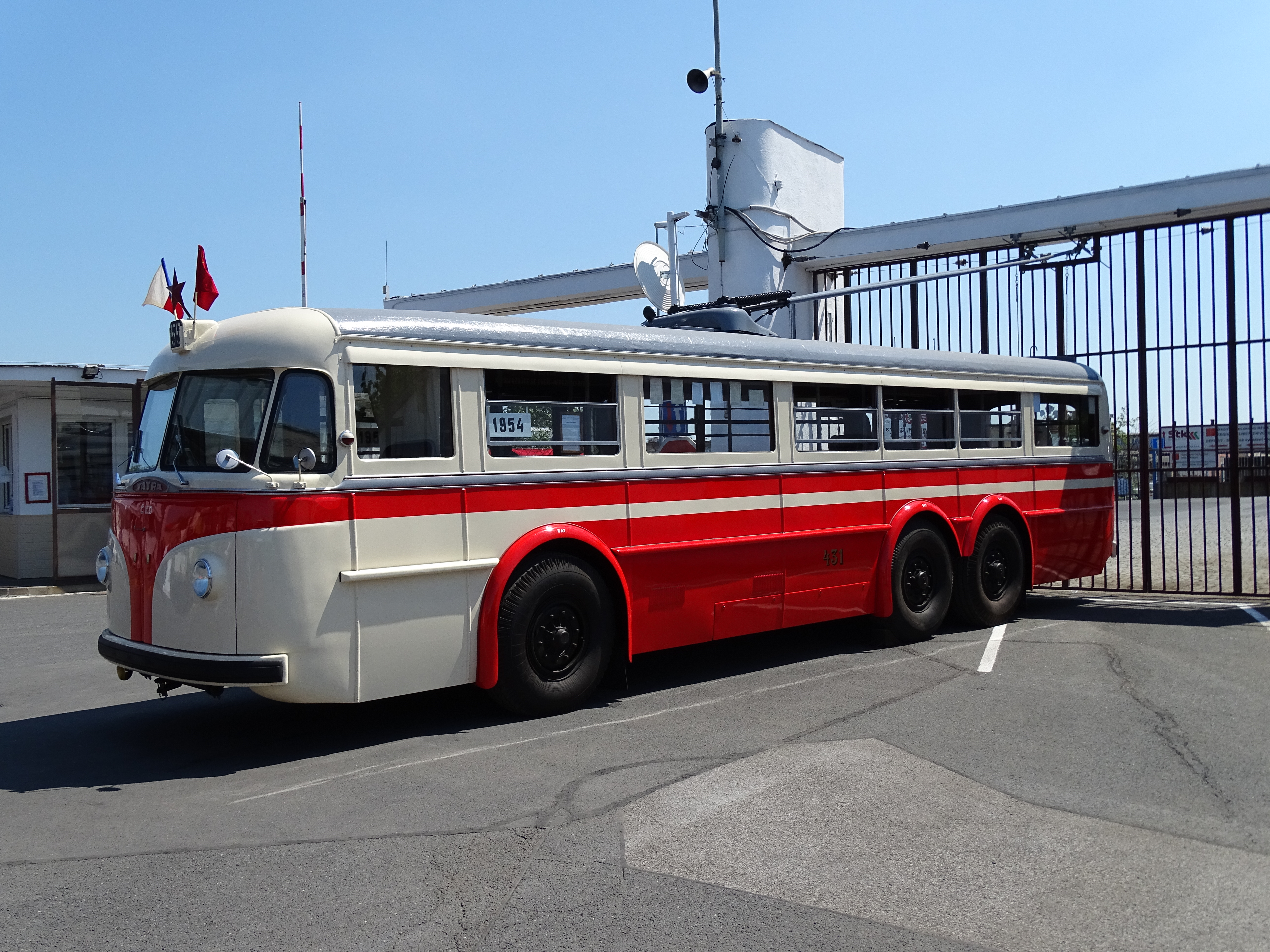
Un Tatra T400 conservé au.

En 1936, les véhicules suivants de fabrication tchèque ont commencé à fonctionner sur le système de trolleybus de Prague : 
- Skoda 1Tr (1 prototype)
- Tatra T 86 (1 prototype + 5)
- Praga TOT (1 prototype + 11)

En 1938 et 1939, deux trolleybus Škoda 2Tr furent livrés.
Un Tatra T400 a commencé à fonctionner à Prague en 1948. Au total, 136 nouveaux véhicules de ce type ainsi que huit véhicules d'occasion de Most d'occasion ont été achetés et fonctionnent à Prague. Les nouveaux véhicules ont été livrés en différentes séries jusqu'en 1955, sur la base de l'expérience acquise avec les véhicules et de l'utilisation de nouvelles technologies.
En 1958, un prototype du modèle Tatra T401 a été ajouté à la flotte de trolleybus de Prague, mais il n'a duré que 3 ans. Les performances et les caractéristiques du T401 Tatra ont été testés au cours des deux premières années de fonctionnement, après quoi il a été décidé que les Škoda Works, qui a produit de petits trolleybus, reprendrait toute la production de trolleybus en Tchécoslovaquie, et la société Tatra a cessé de produire des trolleybus. Enfin, en 1960, les 35 derniers trolleybus Škoda 8Tr ont été achetés pour Prague.
Les véhicules Tatra T400 et Škoda 8Tr ont fonctionné jusqu'à la fin de l'exploitation du trolleybus en 1972.

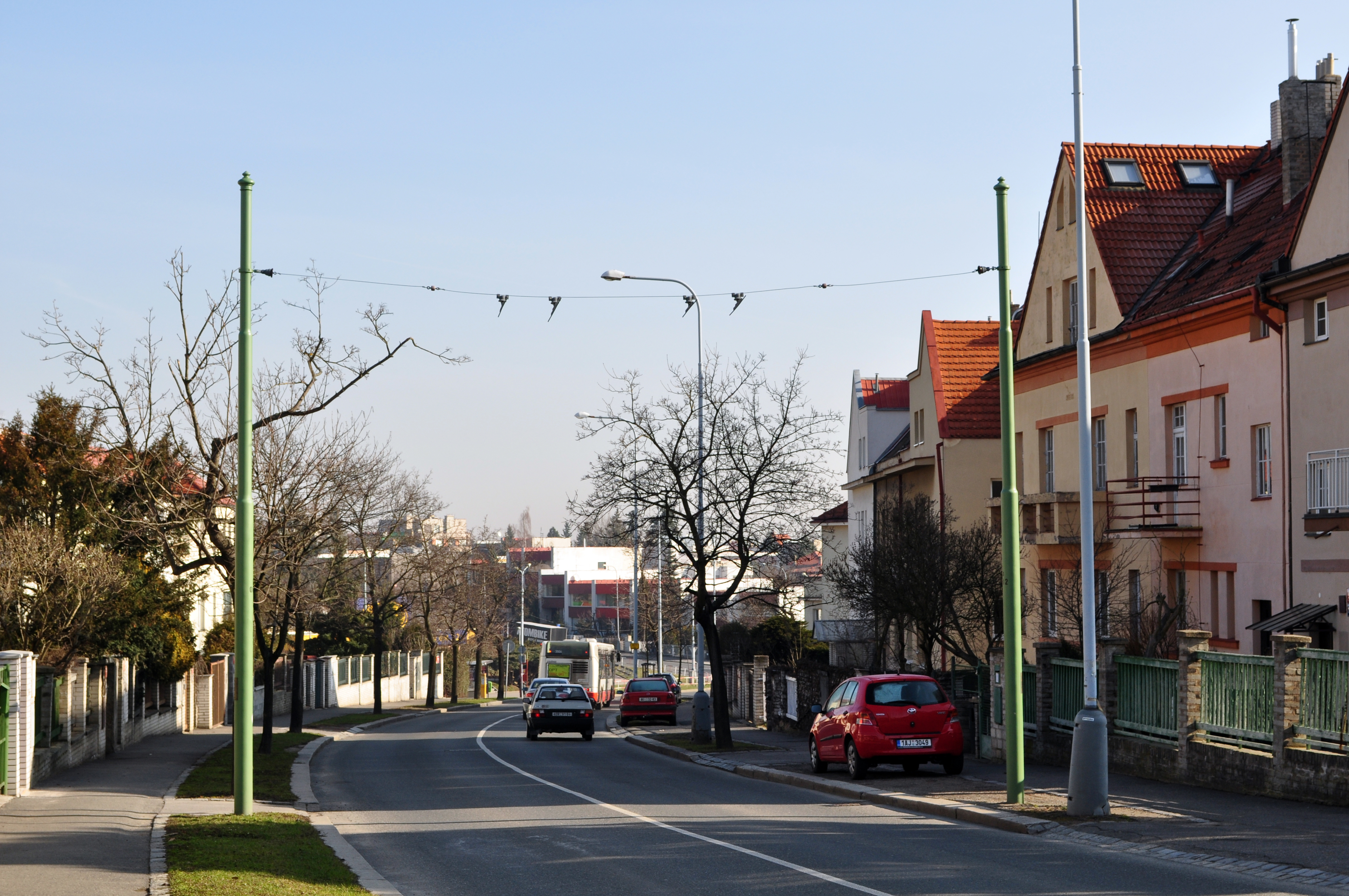
Le monument aux trolleybus de Dejvice, achevé le 1er juillet 2009 le long de la première ligne de trolleybus de Prague.
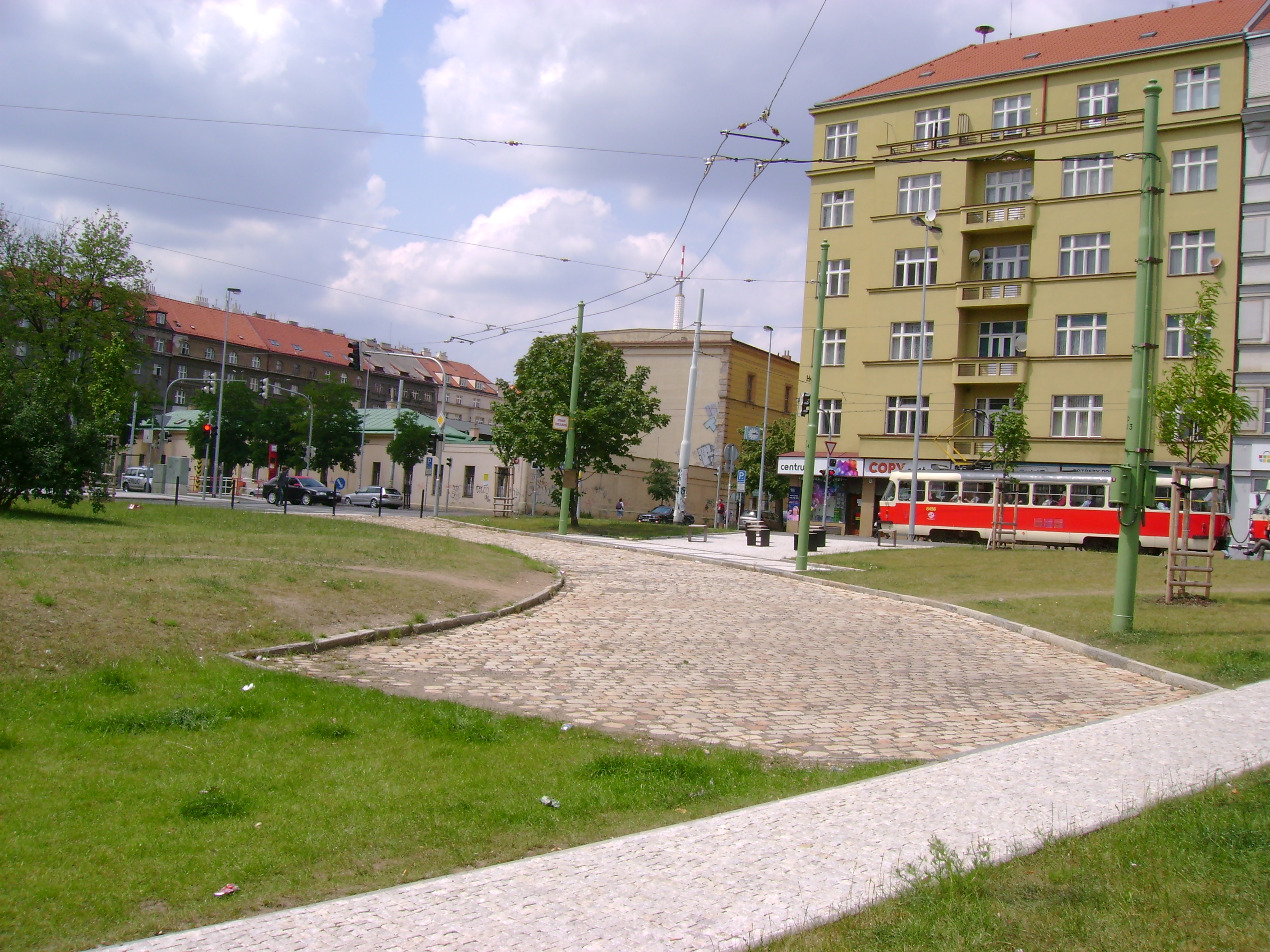
Le monument aux trolleybus de Vinohrady, achevé le 8 octobre 2010 sur le site du terminus Orionka du premier système de trolleybus de Prague, fermé en 1972.

### Tentatives de réouverture du système dans les années 1980 et au début des années 1990
Les projets de restauration du réseau de trolleybus à Prague ont commencé à apparaître en 1979. Peu après la révolution de 1989, la société de transports en commun de Prague a même consacré de l'argent et des personnes pour examiner le rétablissement du réseau de trolleybus. Un prototype d'un nouveau modèle de trolleybus, le Škoda 17Tr, a également été mis au point et fabriqué à Prague. Depuis 1992, toutefois, tous les projets de restauration du réseau ont été abandonnés.  

### Deuxième système

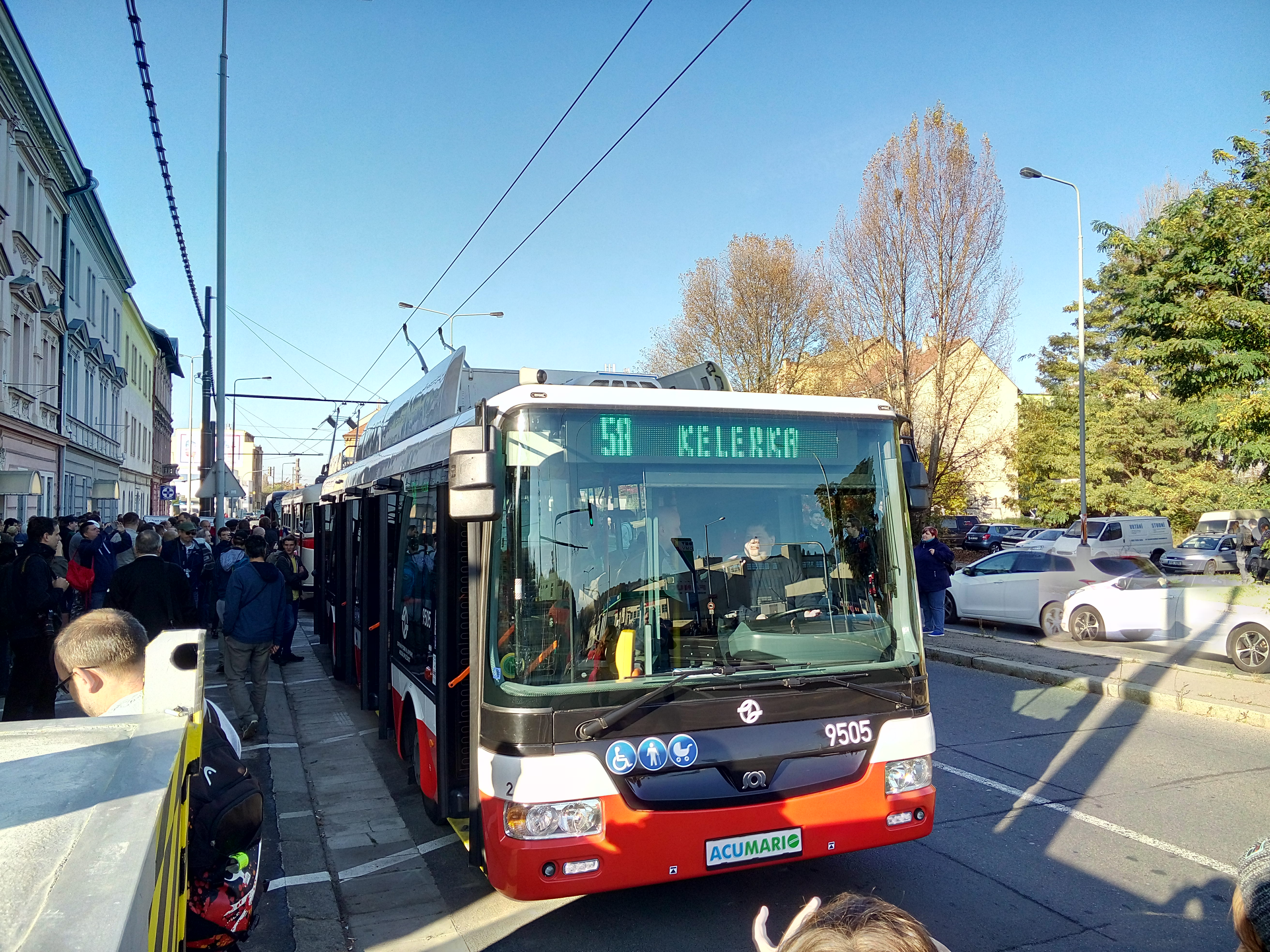
Un trolleybus SOR TNB 12 le 17 octobre 2017, jour de l'ouverture du nouveau système.

Après exactement 45 ans, le 15 octobre 2017, une nouvelle ligne de trolleybus a été ouverte à Prague. Jusqu'à présent, le système est équipé de câbles aériens sur moins de 1 km de la route et nécessite des trolleybus avec des batteries supplémentaires, capables de fonctionner sans connexions aux câbles le long d'autres parties de la ligne. L'objectif de ce projet expérimental est de prouver la viabilité des trolleybus de Prague ainsi que la capacité de minimiser les coûts nécessaires à la construction de l'infrastructure. Des câbles aériens ont été installés le long de la rue Prosecká, qui présente une forte pente. Cela empêchera une décharge rapide de la batterie pour les véhicules circulant en montée, ainsi que le chargement rapide de leur batterie pour le reste de leur trajet en dehors de la partie câblée de l'itinéraire. En hiver, l'alimentation directe permettra également de chauffer un réservoir d'eau pour le chauffage intérieur,.
Avant de construire un nouveau réseau de trolleybus, la société de transports en commun de Prague avait déjà essayé des bus à batteries sur différents itinéraires. À la suite de ces essais menés à Prague à partir de 2014, il a été découvert que les véhicules à charge statique étaient très problématiques sur les collines escarpées typiques du paysage de Prague. Le réseau de trolleybus a été une réponse directe aux problèmes majeurs posés par les véhicules alimentés par batterie, visant à combiner les meilleures caractéristiques des deux modes.
La période d'essai devrait durer environ un an et, une fois terminée, on espère élargir le réseau et acheter de nouveaux trolleybus articulés avec des batteries supplémentaires.
Le premier véhicule à opérer sur la ligne était un SOR TNB 12 AcuMario de fabrication tchèque ; Cependant, il s'agissait d'un prototype car c'était le premier véhicule de ce type à être équipé de batteries d'autonomie.

#### Inauguration

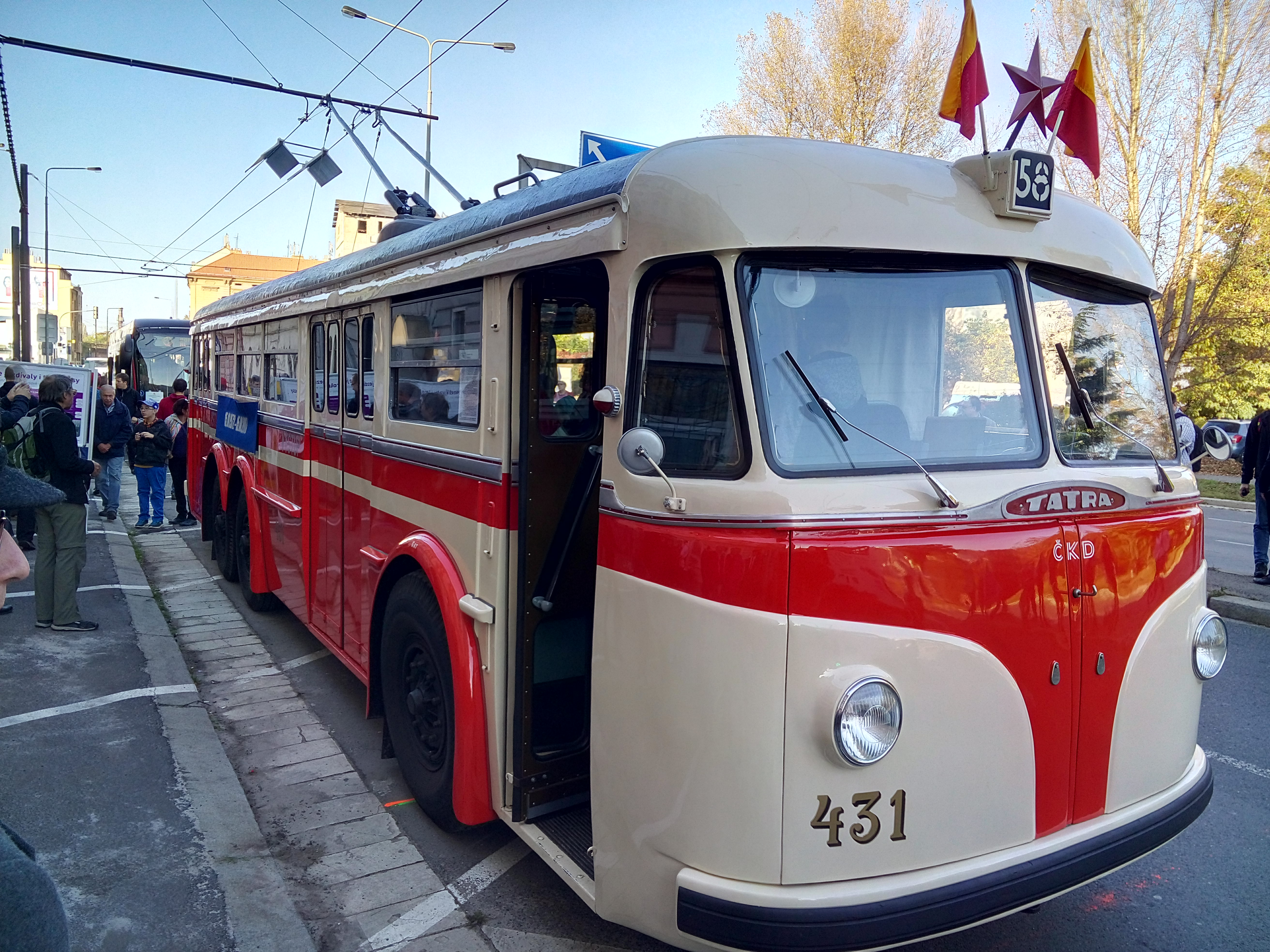
Le trolleybus Tatra T400 n ° 431 conservé en 2017, fonctionnant seul pour la première fois depuis 45 ans.

À l'occasion des 45 ans du dernier trolleybus exploité à Prague, ainsi que de l'ouverture de la nouvelle ligne de la société de transports en commun de Prague, un événement public a été organisé le 15 octobre 2017, à l'occasion duquel le nouveau trolleybus SOR TNB 12 a été présenté. Il était accompagné d'un nouveau bus électrique SOR ENS 12 et d'un véhicule historique Tatra T400 de la collection du musée des transports publics de Prague (de). Les spectateurs ont pu voir les trois véhicules en marche et faire un tour gratuit.

#### Fonctionnement régulier
Le 1er juillet, la société de transports en commun de Prague commence ses activités régulières sur une ligne nouvellement construite. La ligne porte le numéro 58 et suit le même itinéraire que lors de la phase de test, à savoir entre les stations de métro Palmovka et Letňany. Initialement, un seul véhicule Škoda 30 Tr est utilisé sur la ligne parcourue toutes les 60 minutes.

#### Anniversaire d'un an d'opération

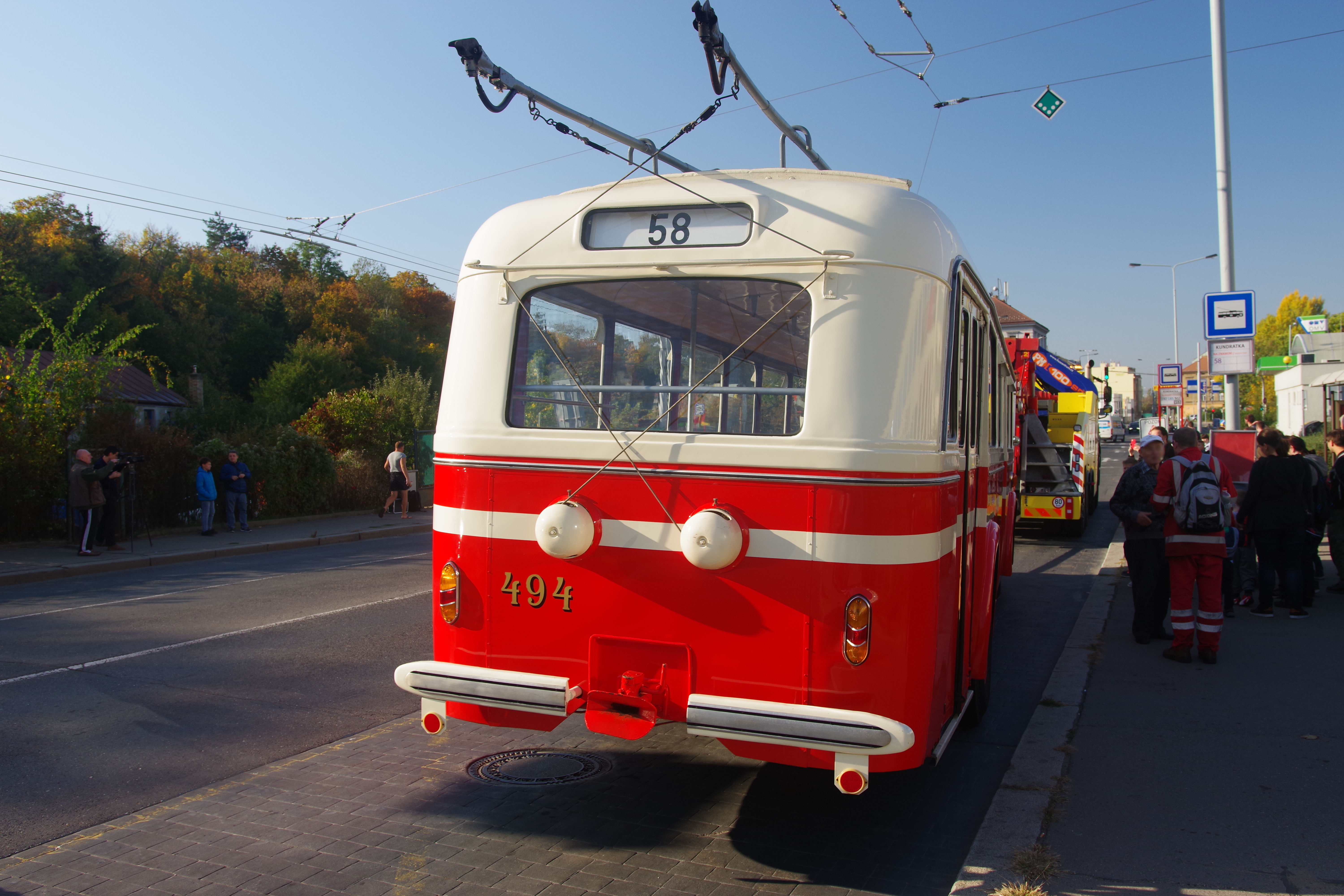
Škoda 8Tr a été remorqué à la fin de la descente spéciale.

Le dimanche 14 octobre 2018, un deuxième événement depuis l'ouverture du nouveau système de trolleybus a été organisé. Cette réunion avait pour but de marquer le 46e anniversaire de l'arrêt initial du système de trolleybus de Prague et de célébrer le premier anniversaire du système actuel.

#### Matériel roulant
| Type de véhicule    | Nombre | En opération                 | Remarque | Image      |
| ------------------- | ------ | ---------------------------- | --- | ---------- |
| SOR TNB 12 AcuMario | 1      | 9 octobre 2017 - 27 mai 2018 | Emprunté le 9 octobre 2017 pour une période d'un an. Ce véhicule est un prototype car il est équipé de batteries d'autonomie. Les composants électriques ont été fabriqués par Rail Electronics CZ. | sans cadre |
| Skoda 30 Tr         | 1      | Depuis le 17 avril 2018      | Emprunté le 17 avril 2018 pour une période d'un an. Ce véhicule est un prototype car il est équipé de batteries d'autonomie. Les composants électriques ont été fabriqués par Škoda Electric. | sans cadre |
| Skoda 27 Tr         | 1      | 25 mars 2019 - 14 avril 2019 | Ce véhicule est la propriété de la société de transports en commun de Plzeň. Bien qu'il appartienne à une société de transport public à Plzeň et que des essais soient effectués à Prague, il a été prêté à Škoda Electric au lieu de la société de transport public à Prague. Škoda a emprunté le véhicule pendant une courte période (du 24 mars 2019 au 15 avril 2019) pour tester un véhicule à trolleybus articulé dans les conditions de Prague. Le coût total que Škoda doit payer s'élève à 75 000 Kč (hors TVA). C'était un véhicule entièrement neuf, âgé de moins d'une semaine quand il a été envoyé à Prague. Le Škoda 27 Tr est le premier trolleybus articulé à fonctionner à Prague. |            |

#### Résultats des tests préliminaires
Le 11 avril, la société de transports en commun de Prague a que réseau câblé existant d'un kilomètre de long serait étendu. Il est prévu de remplacer tous les bus de la ligne 140 reliant les stations Palmovka et Miškovice d'ici 2021. Le réseau filaire final ne couvrira pas la totalité de la ligne, mais seulement certains tronçons. C'est pourquoi la société de transports en commun de Prague demande maintenant 15 trolleybus articulés équipés de batteries.

#### Progrès de l'électrification de la section Palmovka - Čakovice
Cette section ne s'appuie pas, ou pas assez, sur des sources secondaires ou tertiaires indépendantes du sujet.

Pour l'améliorer, ajoutez-en, ou placez des modèles {{Source secondaire souhaitée}} ou {{Source secondaire nécessaire}} sur les passages mal sourcés. (juin 2022)
Le mercredi 17 octobre 2018, le journal Pražský deník a publié un article sur l'état actuel des plans d'extension du réseau de trolleybus mentionnés dans les résultats des essais préliminaires ci-dessus. La réalisation est maintenant un pas de plus et si tout se passe comme prévu, les nouvelles sections câblées devraient être construites en 2020 - 2021 et la construction devrait durer environ 12 mois au total. La majeure partie de la nouvelle ligne électrique destinée à remplacer la ligne de bus 140 actuelle devrait être recouverte par des câbles (8 km).
Trois sous-stations seront utilisées pour permettre l'exploitation de cette ligne - deux pour alimenter la ligne elle-même et une pour la recharge statique de véhicules dans le dépôt de Klíčov. Fait intéressant, une sous-station située à Letňany est une ancienne sous-station abandonnée utilisée à l'origine par les trolleybus. Le seul nouveau poste à construire sera celui du dépôt de Klíčov.

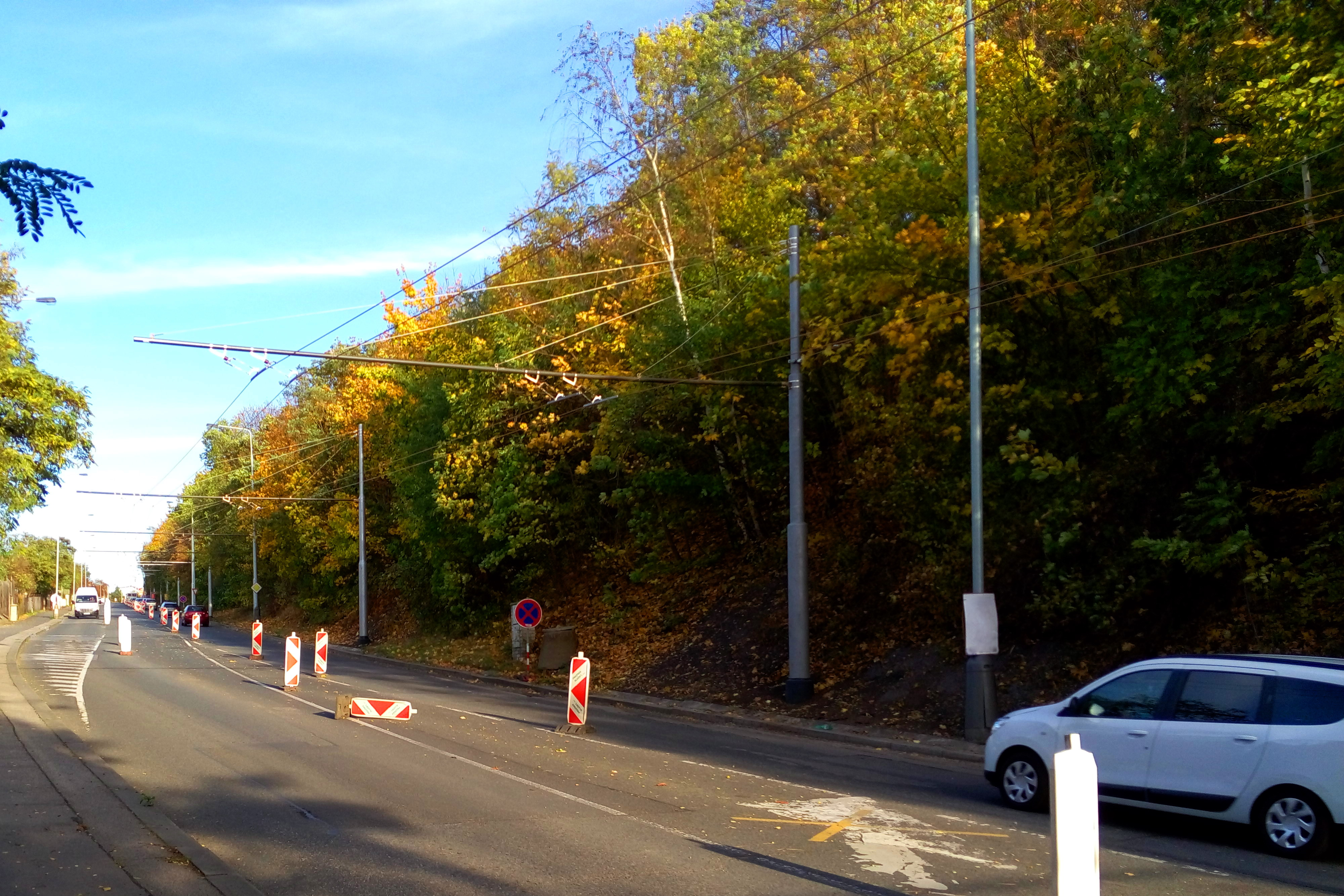
Un tronçon de la nouvelle ligne de trolleybus longeant Prosecká ulice (rue Prosecká) quelques jours avant l'ouverture du nouveau système

## Perspectives d'avenir
Même si le réseau de trolleybus actuel est petit, si les tests aboutissent, il pourrait commencer à se développer dans les prochaines années. Les trolleybus bénéficient d'un fort soutien de la part de la société de transport en commun, qu'il s'agisse de la ville ou du public, qui se veut à la fois propre et efficace,. La section câblée du système de trolleybus actuel, bien que ne couvrant pas toute la longueur de la ligne, permet de recharger les batteries pendant le fonctionnement du véhicule, ce qui réduit le besoin de batteries haute capacité et leur poids. Par conséquent, le trajet consomme moins d'énergie et les batteries peuvent occuper beaucoup moins d'espace dans le véhicule. C'est aussi la raison pour laquelle la section câblée du système de trolleybus est placée sur la section escarpée, où la consommation de la batterie est énorme par rapport à un fonctionnement sur un terrain plat.